# Polypodium leptodon
Polypodium leptodon là một loài dương xỉ trong họ Polypodiaceae. Loài này được C.H.Wright mô tả khoa học đầu tiên năm 1901.
Danh pháp khoa học của loài này chưa được làm sáng tỏ. 